# Concão

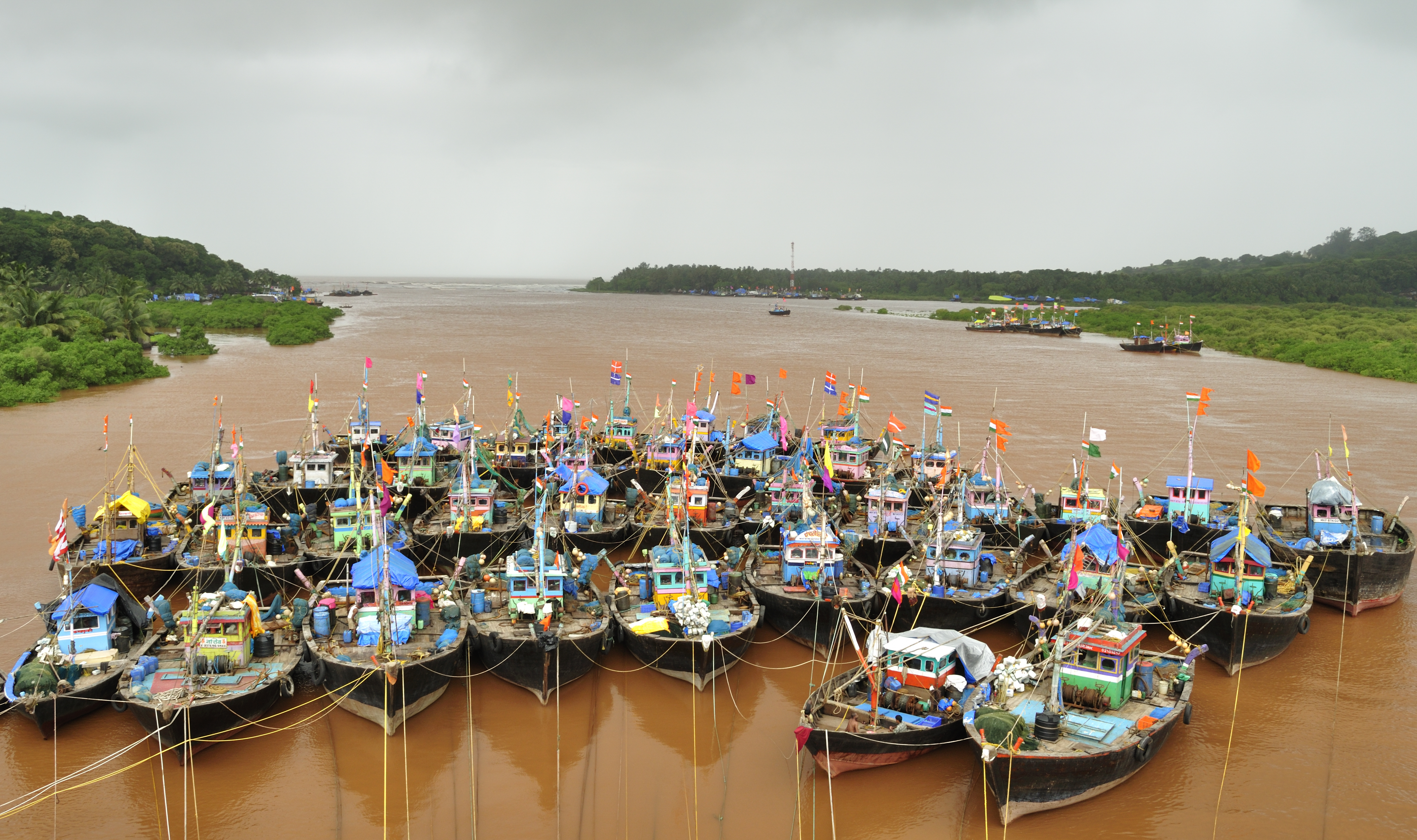
Barcos ancorados em Concão, Maarastra, Índia.

A Costa do Concão é um trecho do litoral ocidental da Índia que se estende de Colaba a Mangalor. Inclui a Região de Bombaim e o Distrito de Tana. Constitui uma das seis divisões do estado indiano de Maarastra.
O gentílico de Concão é concani (ou concanim, ou concânio), termo que, além de ser aplicável ao natural ou habitante do Concão, refere-se também a um grupo étnico, os concanis, falantes da língua concani, da família linguística indo-europeia.